# Joseph Mahfouz
Dom Joseph Mahfouz OLM (Ghadir, 20 de fevereiro de 1932 — Ghadir, 25 de agosto de 2010) foi um bispo maronita e o terceiro eparca da Eparquia maronita no Brasil.

## Biografia
Ingressou na Ordem Maronita Libanesa em 1943. Formado em Matemática e Ciências no Instituto Superior Francês em Beirute e Licenciatura em Teologia e Doutorado em Direito Legal Canônico na Universidade de Estrasburgo na França.
Mahfouz foi ordenado ao sacerdócio em 29 de junho de 1960, como um padre da Ordem Maronita Libanesa. Nomeado no comando dos dossiês dos Santos Maronitas Libaneses: Charbel Makhlouf, Rafqa Pietra Choboq Ar-Rayès, Nimatullah Kassab Al-Hardini. Era o responsável pela ação de canonização do bispo católico armênio Ignatius Maloyan. Contribuiu para o estabelecimento da nova Ordem Maronita na Diocese Maronita dos Estados Unidos da América.
Foi nomeado pela Santa Sé como bispo (eparca) em 9 de junho de 1990 para a Eparquia Maronita do Brasil. Foi consagrado em 12 de agosto de 1990, através de Nasrallah Pierre Sfeir, Patriarca Católico Maronita de Antioquia, acompanhado do Bispo Roland Aboujaoudé, e o Bispo Béchara Boutros Raï, OMM.
Chegou ao Brasil no dia 6 de outubro de 1990, tomando posse no dia 21 do mesmo mês.
Dom Joseph Mahfouz renunciou em 14 de outubro de 2006, tornando-se eparca-emérito de Nossa Senhora do Líbano em São Paulo dos Maronitas. Faleceu devido a um câncer e sepultado no cemitério em Nisbei Ghosta, Líbano.